# Dianne Fromholtz
Dianne Lee Fromholtz (Albury, 10 augustus 1956) is een voormalig tennisspeelster uit Australië. Fromholtz begon met tennis toen zij zeven jaar oud was. Zij ging op haar zestiende van school af om in internationale toernooien te kunnen spelen. Zij speelt linkshandig en heeft een enkelhandige backhand. Zij was actief in het proftennis van 1973 tot en met 1990.
Fromholtz nam op zeventienjarige leeftijd al frequent deel aan het professionele tenniscircuit en won in 1973 de enkelspeltitel op een dozijn toernooien – de reglementen toentertijd lieten evenwel niet toe dat er prijzengeld werd uitgekeerd aan deelneemsters jonger dan achttien jaar.
Van 1974 tot en met 1983 vertegenwoordigde zij Australië jaarlijks bij de Fed Cup. In 1975 bereikten zij de finale, die zij (in Aix-en-Provence) verloren van Tsjecho-Slowakije. In 1977 bereikten zij weer de finale, die zij (in Eastbourne) verloren van de Verenigde Staten. Dit herhaalde zich in 1979 in Madrid, en nogmaals in 1980 in Berlijn. Alleen in 1974 veroverden zij (in Napels) de titel op de Amerikanen.
Sinds 1983 speelde zij onder de namen Dianne Balestrat en Dianne Fromholtz Balestrat, na haar huwelijk (26 december 1982) met de Franse zakenman Claude Maurice Balestrat.
Enkelspel – In totaal won zij 23 titels, de laatste in 1979 in Boston. Haar beste resultaat op de grandslamtoernooien is het bereiken van de finale, op de Australian Open in januari 1977, die zij verloor van landgenote Kerry Reid. Zij bereikte de halve finale op Roland Garros in 1979 en 1980, alsmede op de US Open in 1976. In haar onderlinge ontmoetingen met Billie Jean King is de stand 8–7 in het voordeel van Fromholtz. Daarnaast wist zij ook partijen te winnen van Chris Evert, Martina Navrátilová, Evonne Goolagong, Margaret Court, Virginia Wade, Pam Shriver en Gabriela Sabatini. Haar hoogste notering op de WTA-ranglijst is de vierde plaats, die zij bereikte in maart 1979.
Dubbelspel – In totaal won zij zeven titels, de laatste in 1979 in Wenen, samen met de Zuid-Afrikaanse Marise Kruger. Haar beste resultaat op de grandslamtoernooien is het winnen van de Australian Open in januari 1977 – samen met landgenote Helen Gourlay versloeg zij in de finale Kerry Reid (Australië) en Betsy Nagelsen (VS). In het gemengd dubbelspel bereikte zij in 1980 – samen met landgenoot Mark Edmondson – de finale van Wimbledon, die zij verloren van de Amerikaanse zus en broer Tracy en John Austin. Haar hoogste notering op de WTA-ranglijst is de 56e plaats, die zij bereikte in september 1987.

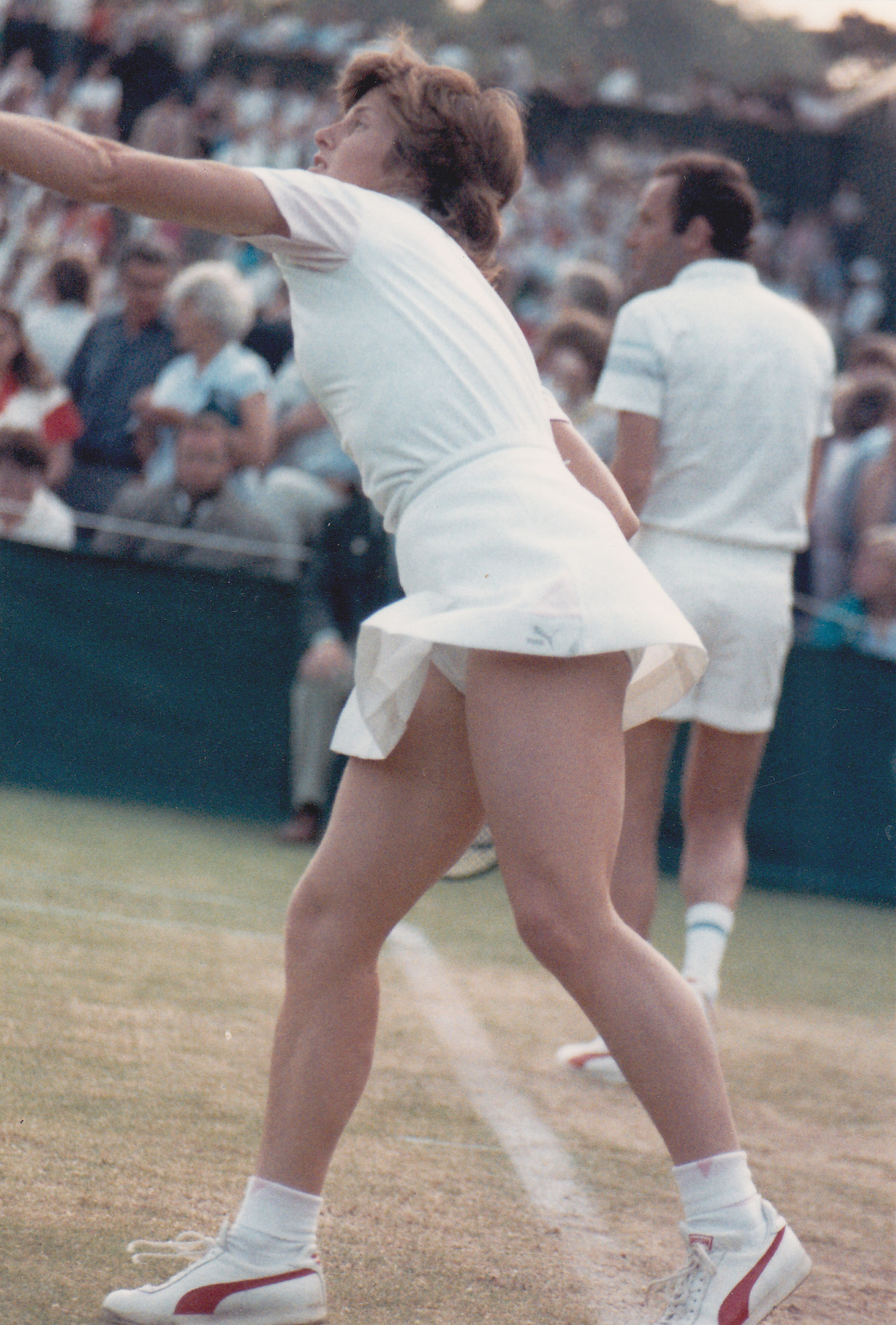
Met Tom Okker tijdens de eerste ronde van het gemengd dubbelspel op Wimbledon 1985.

## Palmares

### WTA-finaleplaatsen enkelspel
| nr.              | finaledatum | toernooi           | ondergrond    | tegenstandster           | score          |
| ---------------- | ----------- | ------------------ | ------------- | ------------------------ | -------------- |
| Gewonnen finales |             |                    |               |                          |                |
| 1.               | 1973-02-01  | WTA Whangarei      | gravel        | Marilyn Pryde            | 7-6, 7-6       |
| 2.               | 1973-05-19  | WTA Guildford      | gravel        | Kazuko Sawamatsu         | 7-5, 6-3       |
| 3.               | 1973-05-26  | WTA Chingford      | gravel        | Ilana Kloss              | 6-1, 3-6, 6-4  |
| 4.               | 1973-06-09  | WTA Chichester     | gras          | Brigitte Cuypers         | 6-1, 6-0       |
| 5.               | 1973-06-17  | WTA Beckenham      | gras          | Janet Newberry           | 7-5, 0-6, 6-1  |
| 6.               | 1973-07-30  | WTA Istanbul       | gravel        | Wendy Turnbull           | 6-4, 6-2       |
| 7.               | 1973-09-02  | WTA Sydney         | gravel        | Jill Blackshaw           | 7-6, 6-0       |
| 8.               | 1973-10-27  | WTA Coogee         | gravel        | Jenny Walker             | 6-3, 6-1       |
| 9.               | 1973-11-04  | WTA Grace Park     | gravel        | Judy Dalton              | 3-6, 6-4, 6-3  |
| 10.              | 1973-11-18  | WTA Christchurch   | gravel        | Janet Young              | ?              |
| 11.              | 1973-12-02  | WTA Sydney         | gravel        | Ann Kiyomura             | 6-1, 7-5       |
| 12.              | 1973-12-23  | WTA Hobart         | gras          | Helen Gourlay            | 6-4, 4-6, 6-4  |
| 13.              | 1974-04-14  | WTA Phoenix        | hardcourt     | Kate Latham              | 6-3, 6-0       |
| 14.              | 1974-04-21  | WTA Dallas         | hardcourt     | Mary Struthers           | 6-4, 2-6, 6-3  |
| 15.              | 1974-06-01  | WTA Glasgow        | gras          | Jenny Dimond             | 6-3, 6-1       |
| 16.              | 1974-09-15  | WTA Sacramento     | hardcourt     | Ann Kiyomura             | 4-6, 6-3, 6-3  |
| 17.              | 1975-07-06  | Wimbledon Plate    | gras          | Veronica Burton          | 6-4, 6-2       |
| 18.              | 1976-03-14  | WTA Tallahassee    | hardcourt     | Isabel Fernández de Soto | 6-2, 6-4       |
| 19.              | 1976-12-04  | WTA Sydney         | gravel        | Leanne Harrison          | 6-1, 6-0       |
| 20.              | 1976-12-26  | WTA Sydney         | gras          | Heidi Eisterlehner       | 6-7, 6-2, 7-5  |
| 21.              | 1978-12-10  | WTA Sydney         | gras          | Kerry Reid               | 6-1, 1-6, 6-4  |
| 22.              | 1978-12-24  | WTA Sydney         | gras          | Wendy Turnbull           | 6-2, 7-5       |
| 23.              | 1979-03-18  | WTA Boston         | hardcourt (i) | Sue Barker               | 6-2, 7-6       |
| Verloren finales |             |                    |               |                          |                |
| 1.               | 1972-09-10  | WTA Sydney         | gravel        | Jenny Walker             | 3-6, 0-6       |
| 2.               | 1972-12-10  | WTA Sydney         | gravel        | Chris O'Neil             | 6-4, 2-6, 2-6  |
| 3.               | 1973-02-00  | WTA Gloucester     | gravel        | Evonne Goolagong         | 2-6, 0-6       |
| 4.               | 1973-07-14  | WTA Newport        | gras          | Julie Heldman            | 6-1, 1-6, 9-11 |
| 5.               | 1973-11-25  | WTA Adelaide       | gras          | Janet Young              | 5-7, 1-6       |
| 6.               | 1974-08-25  | WTA South Orange   | gras          | Pam Teeguarden           | 5-7, 3-6       |
| 7.               | 1974-11-26  | WTA Johannesburg   | hardcourt     | Kerry Melville           | 3-6, 5-7       |
| 8.               | 1975-08-11  | WTA Indianapolis   | gravel        | Chris Evert              | 3-6, 4-6       |
| 9.               | 1976-02-15  | WTA Midland        | hardcourt     | Marita Redondo           | 1-6, 2-6       |
| 10.              | 1976-10-10  | WTA Phoenix        | hardcourt (i) | Chris Evert              | 1-6, 5-7       |
| 11.              | 1977-01-02  | WTA Sydney         | gras          | Kerry Reid               | 6-3, 2-6, 3-6  |
| 12.              | 1977-01-09  | Australian Open    | gras          | Kerry Reid               | 5-7, 2-6       |
| 13.              | 1977-10-09  | WTA Atlanta        | tapijt (i)    | Chris Evert              | 3-6, 2-6       |
| 14.              | 1978-02-26  | WTA Detroit        | tapijt (i)    | Martina Navrátilová      | 3-6, 2-6       |
| 15.              | 1979-01-28  | WTA Pembroke Pines | hardcourt (i) | Greer Stevens            | 4-6, 6-2, 4-6  |
| 16.              | 1979-04-01  | WTA Carlsbad       | hardcourt (i) | Chris Evert              | 6-3, 3-6, 1-6  |
| 17.              | 1979-10-07  | WTA Minneapolis    | tapijt (i)    | Evonne Cawley            | 3-6, 4-6       |
| 18.              | 1980-10-05  | WTA Minneapolis    | tapijt (i)    | Tracy Austin             | 1-6, 6-2, 2-6  |
| 19.              | 1985-05-13  | WTA Sydney         | tapijt (i)    | Pam Shriver              | 3-6, 3-6       |
| 20.              | 1987-03-15  | WTA Phoenix        | hardcourt     | Anne White               | 1-6, 2-6       |

### WTA-finaleplaatsen dubbelspel
| nr.                                 | finaledatum | toernooi         | ondergrond | partner         | tegenstandsters                    | score                       |
| ----------------------------------- | ----------- | ---------------- | ---------- | --------------- | ---------------------------------- | --------------------------- |
| Gewonnen finales vrouwendubbelspel  |             |                  |            |                 |                                    |                             |
| 1.                                  | 1974-04-14  | WTA Phoenix      | hardcourt  | Janet Young     | Ann Kiyomura Betsy Nagelsen        | walk-over                   |
| 2.                                  | 1974-07-13  | WTA Dublin       | hardcourt  | Raquel Giscafré | Mandy Morgan Pam Whytcross         | 6-2, 6-1                    |
| 3.                                  | 1974-07-20  | WTA Hoylake      | gras       | Jenny Dimond    | Patti Hogan Wendy Paish            | 9-7, 6-3                    |
| 4.                                  | 1975-05-25  | WTA Hamburg      | gravel     | Renáta Tomanová | Paulina Peisachov Kazuko Sawamatsu | 6-3, 6-2                    |
| 5.                                  | 1976-03-14  | WTA Tallahassee  | gravel     | Julie Anthony   | Virginia Ruzici Mariana Simionescu | 6-2, 7-5                    |
| 6.                                  | 1977-01-09  | Australian Open  | gras       | Helen Gourlay   | Betsy Nagelsen Kerry Reid          | 5-7, 6-1, 7-5               |
| 7.                                  | 1979-05-20  | WTA Wenen        | gravel     | Marise Kruger   | Ilana Kloss Betty-Ann Stuart       | 3-6, 6-4, 6-1               |
| Verloren finales vrouwendubbelspel  |             |                  |            |                 |                                    |                             |
| 1.                                  | 1973-07-14  | WTA Newport      | gras       | Julie Heldman   | Patti Hogan Sharon Walsh           | gedeelde titel wegens regen |
| 2.                                  | 1973-10-27  | WTA Coogee       | gravel     | Jenny Dimond    | Jill Emmerson Jan O'Neill          | 3-6, 6-7                    |
| 3.                                  | 1973-11-25  | WTA Adelaide     | gras       | Jenny Dimond    | Janet Fallis Janet Young           | 6-7, 3-6                    |
| 4.                                  | 1973-12-23  | WTA Hobart       | gras       | Jackie Fayter   | Helen Gourlay Karen Krantzcke      | 2-6, 1-6                    |
| 5.                                  | 1974-11-26  | WTA Johannesburg | hardcourt  | Margaret Court  | Ilana Kloss Kerry Melville         | 3-6, 5-7                    |
| 6.                                  | 1977-01-02  | WTA Sydney       | gras       | Renáta Tomanová | Helen Gourlay Betsy Nagelsen       | 4-6, 1-6                    |
| 7.                                  | 1977-10-01  | WTA Hilton Head  | gravel     | Virginia Wade   | Evonne Cawley Kerry Reid           | 7-5, 1-6, 4-6               |
| 8.                                  | 1979-12-02  | WTA Melbourne    | gras       | Anne Smith      | Billie Jean King Wendy Turnbull    | 3-6, 3-6                    |
| 9.                                  | 1983-03-06  | WTA Palm Springs | hardcourt  | Betty Stöve     | Kathy Jordan Ann Kiyomura          | 2-6, 3-6                    |
| Verloren finales gemengd dubbelspel |             |                  |            |                 |                                    |                             |
| 1.                                  | 1980-07-06  | Wimbledon        | gras       | Mark Edmondson  | Tracy Austin John Austin           | 6-4, 6-7, 3-6               |

## Prestatietabel grandslamtoernooien
| Legenda | Legenda                          |
| ------- | -------------------------------- |
| g.t.    | geen toernooi gehouden           |
| l.c.    | lagere categorie                 |
| –       | niet deelgenomen                 |
| G       | uitgeschakeld in de groepsfase   |
| 1R      | uitgeschakeld in de eerste ronde |
| 2R      | uitgeschakeld in de tweede ronde |
| 3R      | uitgeschakeld in de derde ronde  |
| 4R      | uitgeschakeld in de vierde ronde |
| KF      | uitgeschakeld in de kwartfinale  |
| HF      | uitgeschakeld in de halve finale |
| F       | de finale verloren               |
| W       | het toernooi gewonnen            |
| w-v     | winst/verlies-balans             |

### Enkelspel
| Toernooi        | 1971 |    | 1973 | 1974 | 1975 | 1976 | 1977 | 1977 | 1978 | 1979 | 1980 | 1981 | 1982 | 1983 | 1984 | 1985 | 1986 | 1987 | 1988 | 1989 | 1990 |
| --------------- | ---- | -- | ---- | ---- | ---- | ---- | ---- | ---- | ---- | ---- | ---- | ---- | ---- | ---- | ---- | ---- | ---- | ---- | ---- | ---- | ---- |
| Australian Open | 1R   | KF | 2R   | 3R   | –    | F    | –    | –    | –    | –    | 1R   | 2R   | –    | 2R   | 3R   | g.t. | 3R   | 1R   | 1R   | 1R   |      |
| Roland Garros   | –    | –  | 3R   | 3R   | –    | –    | –    | –    | HF   | HF   | 3R   | –    | –    | –    | 1R   | –    | 2R   | –    | –    | –    |      |
| Wimbledon       | –    | 1R | 1R   | 1R   | 4R   | –    | –    | 4R   | KF   | 4R   | 3R   | –    | 1R   | –    | 2R   | 4R   | KF   | 2R   | 1R   | –    |      |
| US Open         | –    | –  | 3R   | 2R   | HF   | 4R   | 4R   | 3R   | 4R   | 4R   | 1R   | 2R   | 1R   | –    | 1R   | –    | 1R   | 2R   | –    | –    |      |

### Vrouwendubbelspel
| Toernooi        | 1973 | 1974 | 1975 | 1976 | 1977 | 1977 | 1978 | 1979 | 1980 | 1981 | 1982 | 1983 |      | 1986 | 1987 | 1988 | 1989 | 1990 |
| --------------- | ---- | ---- | ---- | ---- | ---- | ---- | ---- | ---- | ---- | ---- | ---- | ---- | ---- | ---- | ---- | ---- | ---- | ---- |
| Australian Open | –    | 2R   | KF   | –    | W    | –    | –    | –    | –    | KF   | 1R   | –    | g.t. | 1R   | 1R   | 2R   | 2R   |      |
| Roland Garros   | –    | KF   | KF   | –    | –    | –    | –    | HF   | –    | –    | –    | –    | –    | 3R   | –    | –    | –    |      |
| Wimbledon       | 1R   | 1R   | 1R   | 1R   | –    | –    | 1R   | KF   | 2R   | –    | –    | 2R   | 1R   | 1R   | 1R   | –    | –    |      |
| US Open         | –    | 1R   | 1R   | 3R   | 3R   | 3R   | 2R   | KF   | –    | 1R   | 2R   | 1R   | –    | 3R   | –    | –    | –    |      |

### Gemengd dubbelspel
| Australian Open | –  | –  | –  | –  | –  | – | –  | –  | –  | g.t. | KF | KF | 1R |
| Roland Garros   | –  | 1R | HF | –  | –  | – | –  | –  | –  | –    | 2R | –  | –  |
| Wimbledon       | 2R | 2R | 1R | 1R | HF | F | 1R | –  | 1R | 2R   | 2R | 1R | –  |
| US Open         | –  | 1R | –  | –  | 1R | – | 1R | 2R | –  | –    | 1R | –  | –  |